# Gyractis spenceri
Gyractis spenceri is een zeeanemonensoort uit de familie Actiniidae. De anemoon komt uit het geslacht Gyractis. Gyractis spenceri werd in 1896 voor het eerst wetenschappelijk beschreven door Haddon & Duerden. 